# Ángeles Mora Fragoso
Ángeles Mora Fragoso (Rute, província de Còrdova, 1952) és poetessa i escriptora espanyola. En 2016 va obtenir dos importants reconeixements: el Premi Nacional de la Crítica en Poesia i el Premi Nacional de Poesia d'Espanya. Des de 2003, és acadèmica electa de l'Academia de Buenas Letras de Granada.

## Biografia
Nascuda en 1952 a Rute (Còrdova), Ángeles Mora és llicenciada en Filosofia i Lletres per la Universitat de Granada. És presidenta de l'Associació de Dona i Literatura Verso libre, i membre de l'Academia de Buenas Letras de Granada. Màster en "Metodologia de l'Ensenyament de l'Español com a Llengua Estrangera" per la Universitat de Granada, ha estat professora de Llengua i Literatura Espanyola al Centre de Llengües Modernes de la Universitat granadina. També ha col·laborat en el periòdic Granada Hoy. Va estar casada amb el professor Juan Carlos Rodríguez i és mare de tres fills.

## Trajectòria poètica
El seu primer llibre publicat va ser Pensando que el camino iba derecho (1982), amb un títol pres d'un vers de Garcilaso de la Vega. Encara que, en realitat, els poemes del seu llibre Caligrafía de ayer (2000) són anteriors. Va obtenir el premi «Ciutat de Melilla» amb el seu llibre Contradicciones, pájaros en 2001. Abans, l'autora havia efectuat una primera recapitulació literària en La guerra de los treinta años (1990), que va obtenir en el seu moment el premi «Rafael Alberti».
La canción del olvido (1985), La dama errante (1990) y Cámara subjetiva (1996) són altres títols de l'autora. Les recopilacions de la seva obra, com a Antología poética (1982-1995) (1995), en edició de Luis Muñoz, i ¿Las mujeres son mágicas? (2000), introduïda per Miguel Ángel García, són obres d'importància.
En 2016 publicà Ficciones para una autobiografía (Bartleby Editores), obra per la qual va obtenir dos importants premis. D'una banda va ser guardonada amb el premi Nacional de la Crítica en el mes d'abril; per un altre, va rebre el premi Nacional de Poesia, en el mes de novembre de 2016.

## Poesia
- Pensando que el camino iba derecho, Granada, Diputación («Genil»), 1982.
- La canción del olvido, Granada, Diputación («Libros de Bolsillo»), 1985.
- La guerra de los treinta años, Cádiz, Caja de Ahorros de Cádiz, 1990.
- La dama errante, Granada, La General («Colección Literaria»), 1990.
- Cámara subjetiva, Palma, Monograma («El Cantor»), 1996.
- Caligrafía de ayer, Rute, Ánfora Nova, 2000.
- Contradicciones, pájaros, Madrid, Visor, 2001. Traducción al italiano: Contraddizioni, ucelli, 	Alessandria, Edizioni dell'Orso, 2005.
- La guerra de los treinta años, Granada, I&CILe («Colección Messidor»), 1, 2005.
- Bajo la alfombra, Madrid, Visor, 2008.
- Ficciones para una autobiografía, Madrid, Bartleby, 2016.

### Antologies poètiques
- Antología poética (1982-1995), 	edició de Luis Muñoz, Granada, Diputació («Maillot Amarillo»), 	1995.
- ¿Las mujeres son mágicas?, 	pòleg de Miguel Ángel García, Lucena, Ayuntamiento («Cuatro 	Estaciones»), 2000.

### Quaderns i Plaquetes
- Silencio/4, 	Fernán Núñez, Jorge Huertas Editor, 1994.
- Elegía y postales, 	Córdoba («Cuadernos de la Posada»), 36, 1994.
- Cantos de sirenas, 	Palma («Col·lecció poesía de paper»), 56, 1997.
- Versos, 	21, Universitat de Lleida, 1999.
- Un olor a verbena, 	Montilla, Casa del Inca, 2001.
- Juegos entre la lluvia, 	Granada («Vitolas del Anaïs»), 18, 2005.
- Diversos, 	17, Málaga, Centro Cultural de la Generación del 27, 2005.
- Juego de cartas, 	Rute («Poesía in situ»), 5, 2012.
- Saber de ti, 	Roquetas de Mar, Aula de poesía, 2013.